# Бригадун (мюзикл)
Бригадун (англ. Brigadoon) — мюзикл, впервые поставленный на Бродвее в 1947 году, на музыку Фредерика Лоу по пьесе Алана Джея Лернера. По сюжету двое американских туристов случайно попадают в загадочную деревню Бригадун, которая появляется в горах Шотландии только раз в сто лет всего на один день. Томми, один из туристов, влюбляется в Фиону, молодую женщину из Бригадуна.
Первая версия 1947 года выдержала 581 представление. Режиссёр-постановщик Бобби Льюис, продюсер — Черил Крофорд. Балетмейстер Агнес де Милль, поставившая танцы для этого спектакля, получила премию «Тони» за лучшую хореографию. В 1954 году мюзикл был экранизирован под тем же названием, в главных ролях снялись Джин Келли и Сид Чарисс. В последующие годы шоу неоднократно возобновляли в новых редакциях и составах актёров.
Самым известным номером спектакля, вероятно, является эпизод Almost Like Being in Love, ставший в своё время известным джазовым стандартом, который в разные годы исполняли Клифф Ричард, Элла Фицджеральд, Фрэнк Синатра и десятки других исполнителей.

## История создания
Поэт и писатель Алан Джей Лернер сотрудничал с композитором Фредериком Лоу и ранее, при работе над мюзиклами «What’s Up?» и «The Day Before Spring», которые, однако, большим успехом не пользовались. На новый проект их вдохновил успех спектакля «Оклахома!» продюсеров Роджерса и Хаммерстайна, в котором история большой любви развивалась на фоне простоты и сердечности сельской жизни в контрасте с холодностью и отстранённостью мегаполиса. Для работы была приглашена хореограф «Оклахомы» Агнес де Милль. Перед ней была поставлена задача насытить мюзикл этническим колоритом, включив в шоу элементы народных шотландских танцев. Результатом стали номера «танец с саблями», «сцена погони», «похоронный танец».
Обсуждая сюжет пьесы, театральный критик The New York Times Джордж Натан называл его вторичным по отношению к книге немецкого писателя Фридриха Герштеккера о мифической деревне, которая исчезла от магического проклятия. Сам Лернер отрицал связь своей пьесы с этой историей, указывая, что фольклоре различных стран много легенд об исчезающих городах, и подобные «бессознательные совпадения» вполне вероятны. Название поселения, вероятно, было заимствовано автором у известной шотландской достопримечательности — средневекового моста Brig o' Doon. Хотя другие источники указывают на то, что название вымышленной деревни была выстроено из кельтского слова briga (город) и кельтского dùn (крепость).

## Сюжет

### Акт I
Жители Нью-Йорка Томми Олбрайт и Джефф Дуглас, путешествуя по Шотландии, после первой ночёвки теряют дорогу в горном лесу. Вскоре они слышат музыку, раздающуюся из недалёкого селения, которого, однако, нет на их карте. Они направляются туда и встречаются с местными жителями, одетыми в традиционные шотландские костюмы. Эндрю Макларен и его дочери идут на ярмарку селения Бригадун, чтобы приобрести всё необходимое для свадьбы младшей Джин. Она выходит замуж за Чарли. Однако в неё искренне влюблён ещё и другой мужчина — Гарри. Старшая из дочерей Фиона приглашает неизвестных странников в дом отца, чтобы те могли поесть и отдохнуть. На площади Чарли празднует окончание холостяцкой жизни. Фиона отправляется за вереском для украшения торжества, Томми сопровождает её. Между молодыми людьми возникает романтическая привязанность.
Эндрю Макларен настаивает, чтобы Чарли принёс клятву верности Джин, расписавшись в этом на полях семейной Библии. Тот охотно делает это и уходит, оставив книгу на столе у окна. Тонни и Фиона возвращаются с прогулки, девушка уходит помогать сестре в свадебных заботах. Тонни рассказывает Джеффу о возникших к ней чувствах. После этого, скучая, он перелистывает оставленную на столе Библию и замечает, что все события в семье Макларенов, записанные на полях, датированы началом XVIII века. Он обращается за объяснениями к Фионе, но та отсылает его к школьному учителю мистеру Лунди. Тот рассказывает американцам невероятную историю о том, что 200 лет назад местный священник умолил Господа скрыть Бригадун от внешнего мира в туманах Хайленда и делать его доступным для посторонних один раз в сто лет. Однако у этого чуда есть оборотная сторона: если селение покинет кто-то из жителей, то оно исчезнет навсегда. Удивлённые молодые люди возвращаются на площадь Бригадуна.
Там начинаются свадебные торжества. Следуют несколько танцевальных номеров в шотландском национальном колорите. Во время одной из плясок Гарри неожиданно целует Джин — чужую невесту. Он вырывается из рук схвативших его друзей Чарли, громко грозит всем покинуть Бригадун и скрывается в темноте.

### Акт II
Если Бригадун покинет его житель — селение исчезнет навсегда. Не желая этого, все мужчины бросаются в погоню за Гарри. Спустя некоторое время его находят мёртвым, разбившимся о камни. Все скорбят о погибшем земляке. Томми разыскивает Джеффа и сообщает о своём желании остаться с Фионой. Тот, однако, убеждает товарища, что всё окружающее — наваждение. Более того, Джефф признаётся, что Гарри погиб из-за его неосторожной подножки. Томми потрясён. Не в силах совершить решающий шаг, он прощается с любимой навсегда.
Сюжет возвращается к американским путешественникам четыре месяца спустя. Томми сидит за стойкой бара в Нью-Йорке, вскоре появляется Джефф. Томми открывается ему, что всё ещё влюблен в Фиону и не может перестать думать о ней. У него теперь есть невеста, красивая светская девушка, но в её словах он слышит лишь голос Фионы и мечтает только о Бригадуне. Он расстаётся с невестой и отправляется в Шотландию, хотя не питает особых иллюзий о возможности встречи с любимой. На месте, где был Бригадун, он видит только холмы и леса. Он проклинает своё прошлое решение, но вдруг слышит мелодию, под звуки которой попал в Бригадун в первый раз. Из тумана появляется мистер Лунди. Он объясняет Томми, что чудо вызвано к жизни благодаря глубине и искренности его любви. Оба мужчины постепенно исчезают в тумане Хайленда.